# 허망한 경주
《허망한 경주》(영어: Bite the Bullet)는 미국에서 제작된 1975년 서부 액션 모험 영화이다. 리처드 브룩스가 연출, 각본, 제작을 맡고, 진 해크먼 등이 출연하였다.

## 출연진
- 진 해크먼
- 캔디스 버건
- 제임스 코번
- 벤 존슨
- 이언 배넌
- 잰마이클 빈센트
- 로버트 도너
- 진 윌리스
- 대브니 콜먼
- 샐리 커클런드

## 기타 제작진
- 세트: 로버트 시그노렐리